# Pierre Hodé

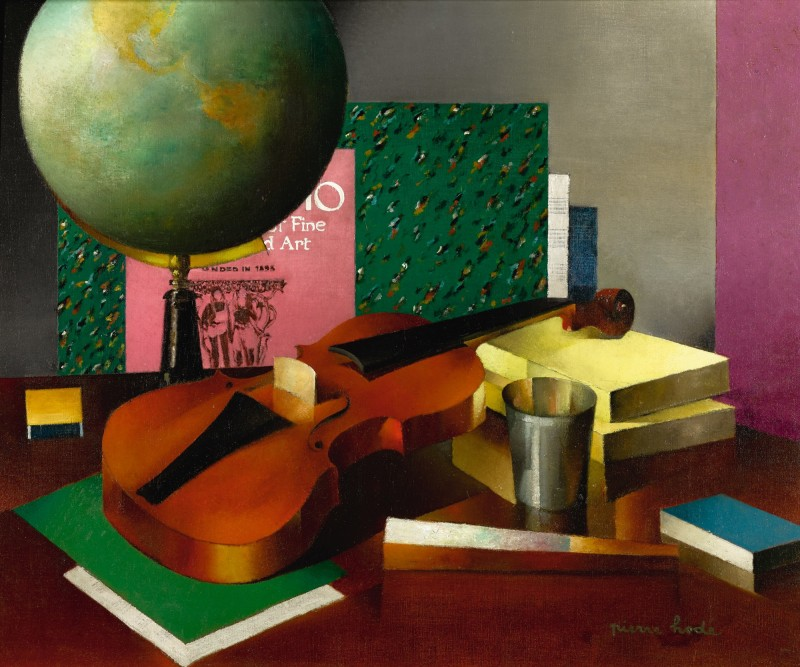

Georges Pierre Ducenne, genannt Pierre Hodé (* 8. Januar 1889 in Rouen; † 15. November 1942 in Paris) war ein französischer Maler, Zeichner und Illustrator. Er war ein Vertreter der École de Rouen.

## Leben

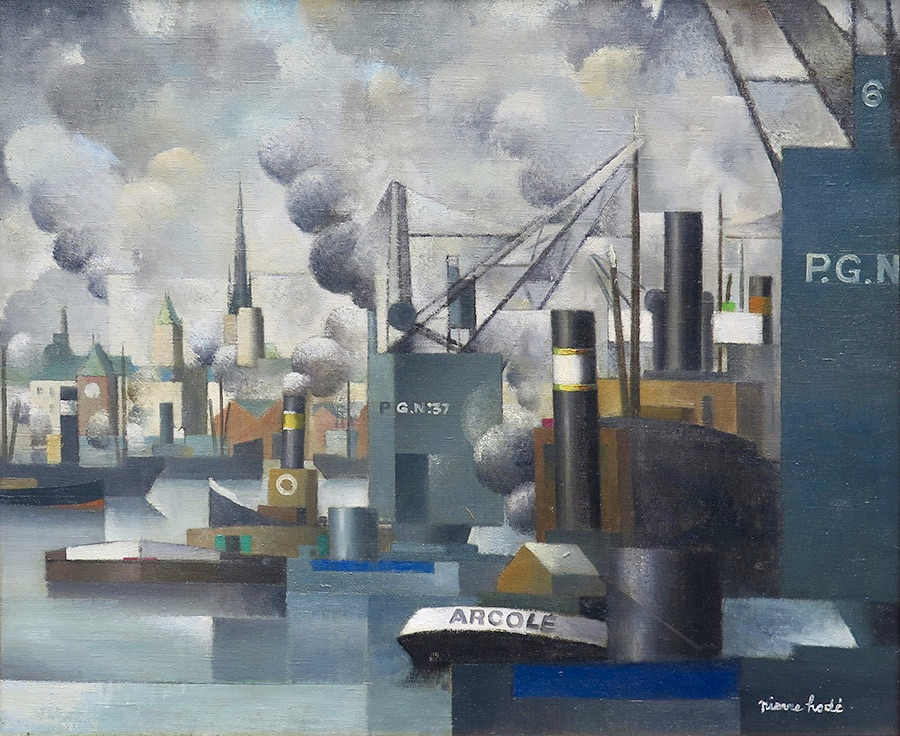
Hafen von Rouen

Pierre Hodés Vater war Handelsangestellter und seine Mutter Näherin. Er besuchte die örtliche Schule und später die Berufsschule in Rouen. Seine Eltern wollten, dass er Lehrer wird, aber er scheiterte daran und arbeitete stattdessen im Alter von 15 Jahren als kleiner Angestellter im Hafen von Rouen. Zu dieser Zeit begann Pierre Hodé zu zeichnen und zu malen.

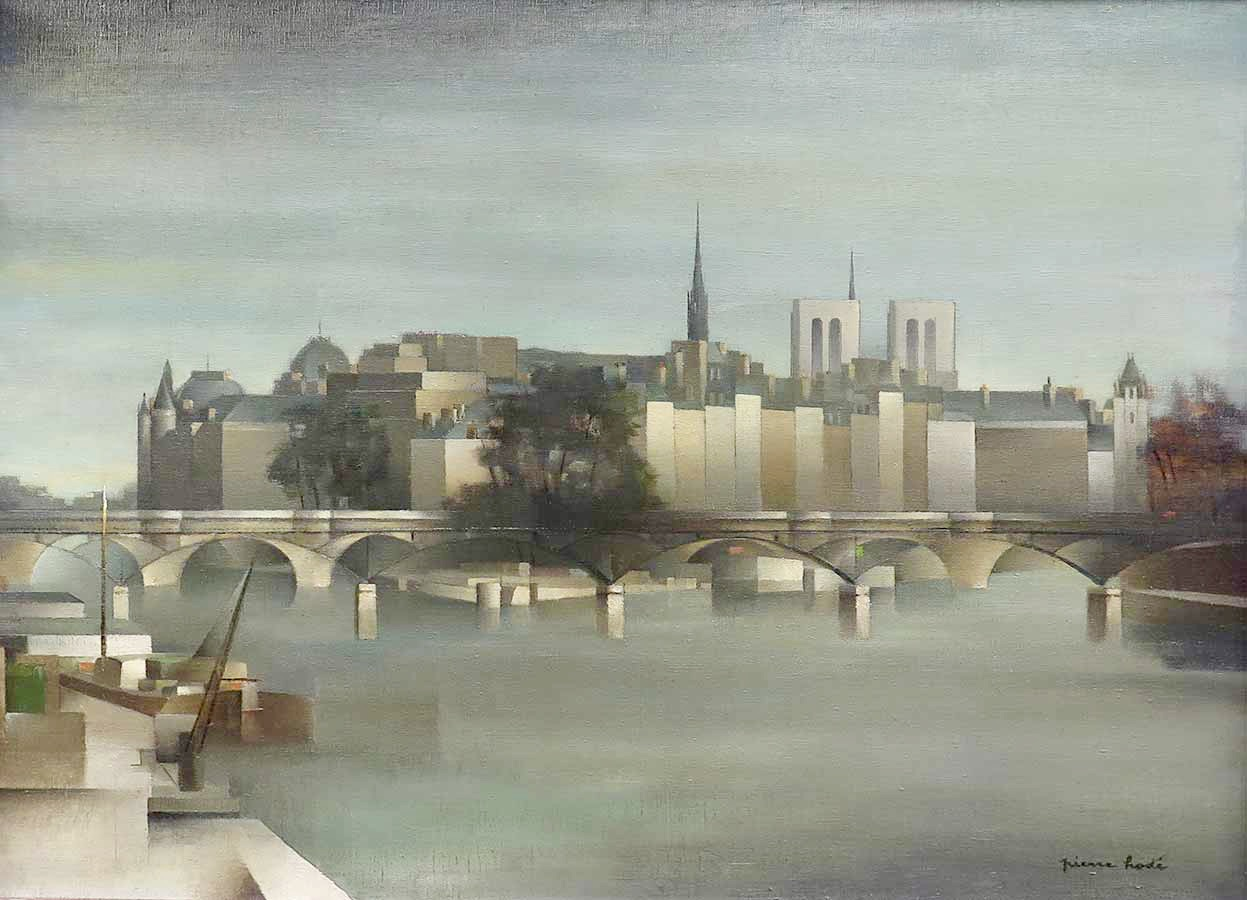
Paris, le pont des Arts et l’île de la Cité

1906 trat er in die Präfektur von Rouen ein und zeigte großes Interesse an der Kunstszene, insbesondere an der Arbeit von Pierre Dumont und Robert Antoine Pinchon. 1910 heiratete er Marthe Suzanne Maille und sie bekamen einen Sohn. Seine Frau hörte auf zu arbeiten, um ihn in seinen künstlerischen Bemühungen zu unterstützen, und er erhielt moralische und finanzielle Unterstützung von Pinchon.
Seine erste Ausstellung fand 1913 bei der Société Normande de Peinture Moderne statt. Während des Ersten Weltkriegs stellte er Zeichnungen und Aquarelle aus, die das Leben und die Menschen während des Krieges darstellten. 1915 zog er nach Paris und wohnte im Bateau-Lavoir, wo Künstler wie Picasso Wohnungen und Ateliers hatten.
Er war in der Kunstszene von Montmartre aktiv und befreundete sich mit bekannten Künstlern wie Juan Gris und Georges Braque. 1923 zog er nach Honfleur, wo er weiter malte und ausstellte.
In den 1920er und 1930er Jahren setzte Hodé seine künstlerische Arbeit fort, obwohl er wirtschaftliche Schwierigkeiten hatte. Er nahm an mehreren Ausstellungen teil, darunter die Salons des Indépendants und am Salon d'Automne. Er war auch in der Normandie aktiv und stellte mit anderen normannischen Künstlern aus.
Während des Zweiten Weltkriegs engagierte er sich in der Résistance und gab 1940 ein Pamphlet gegen die Besatzer heraus. Seine Gesundheit verschlechterte sich und er arbeitete kurzzeitig als Zeichenlehrer. Trotz seiner schlechten Gesundheit nahm er weiterhin an Ausstellungen teil. 1942 wurden seine Werke von den deutschen Besatzern aus einer Ausstellung entfernt. Am 15. November 1942 starb Pierre Hodé nach langer Krankheit in Paris.

## Werk und Persönlichkeit

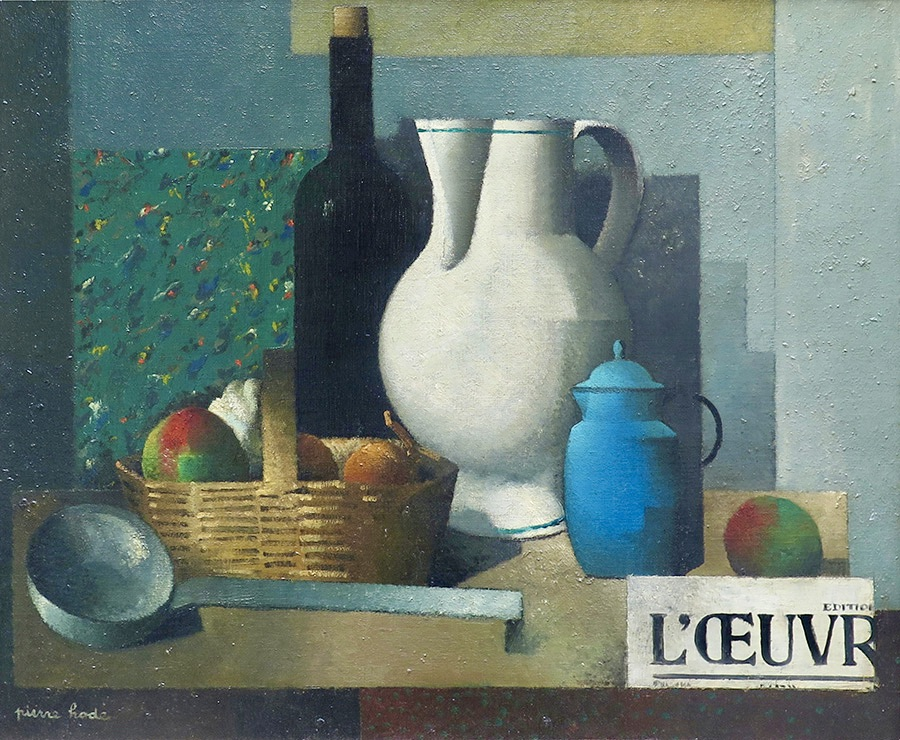

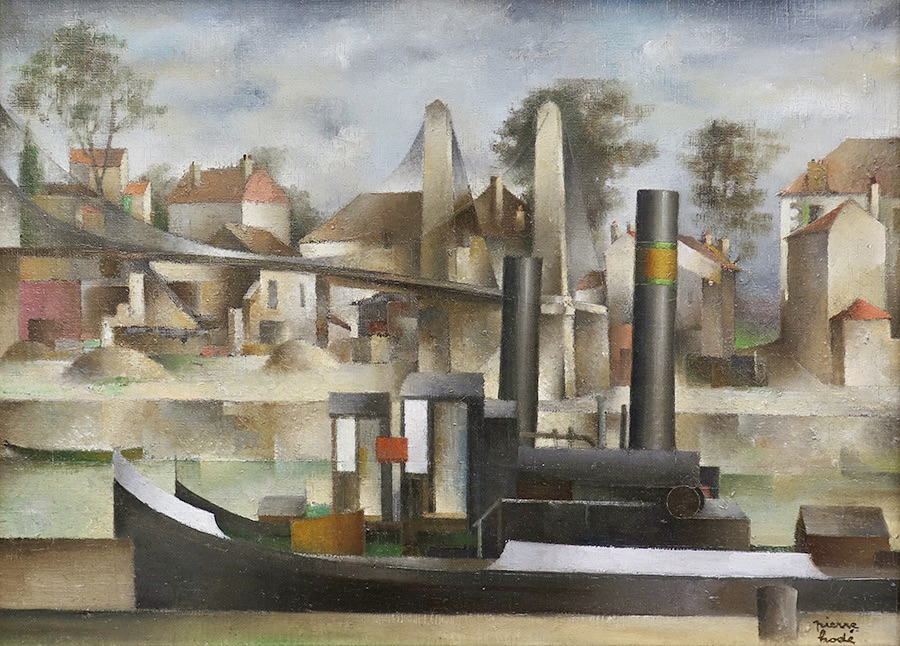
La Guèpe, Conflans Ste Honorine

Man kann bei Pierre Hodé drei stilistische Phasen unterscheiden: eine sogenannte impressionistische Periode, für die es nur sehr wenige Zeugnisse und Zeichnungen gibt, die von G. Dubosc beschrieben werden. Dubosc lobt sie. Eine kubistische Periode ab 1915, die „Rosa- und Scheibenperiode“ ab 1922, in der die Suche nach Plastizität und Form deutlich wird, und eine letzte, weichere Periode, in der warme und kalte Töne vorherrschen. Pierre Hodé, der keine Kunsthändler mochte, arbeitete für einige treue und sachkundige Sammler. Seine Ölgemälde, die er langsam und sorgfältig ausführte, denen oft zwei Skizzen vorausgingen und die er systematisch zerstörte, sind sehr selten und dürften nicht mehr als 500 Exemplare zählen. Er hat viel vernichtet und nie den Ruhm erlangt, den er verdient hätte. Es dominieren Stillleben, darunter einige Landschaften mit den Häfen von Rouen, Dieppe und Honfleur, Ansichten von Albi und Paris. Geradlinig und skrupulös machte er keine Zugeständnisse und blieb seiner vorbildlichen Linie treu, indem er sich für eine langsame und äußerst delikate Malerei entschied. Aus diesem Grund war er zu Lebzeiten nie bereit, eine Reihe von Gemälden für eine Einzelausstellung zusammenzustellen, was ein weiterer Beweis für seine große Bescheidenheit und sein geringes Interesse an Galerien und Kunsthändlern ist.